# Hogesnelheidslijn Ankara - Konya
De hogesnelheidslijn Ankara - Konya is een Turkse spoorweg, geschikt voor hogesnelheidstreinen tussen station Ankara Centraal en Konya. Het traject tussen Ankara en Konya is operationeel sinds 23 augustus 2011. Het is gebouwd tegen een kostprijs rond de 1 miljard TL. De lijn is de tweede hogesnelheidslijn in Turkije, na de hogesnelheidslijn Ankara - Istanbul.

## Geschiedenis
Met de conventionele treinen was de reistijd tussen Ankara en Konya 10 uur en 30 minuten. Met de bouw van de hogesnelheidslijn is de reistijd gedaald naar 1 uur en 30 minuten. De Turkse premier Recep Tayyip Erdoğan was een van de eerste reizigers.

## Bouw
De lijn werd geheel gebouwd door Turkse ingenieurs in vier en half jaar. Het bestaat uit dubbelspoor met een lengte van 212 km. Gedurende het project werden er zeven bruggen, 27 viaducten en 83 tunnels gebouwd. 

## Galerij

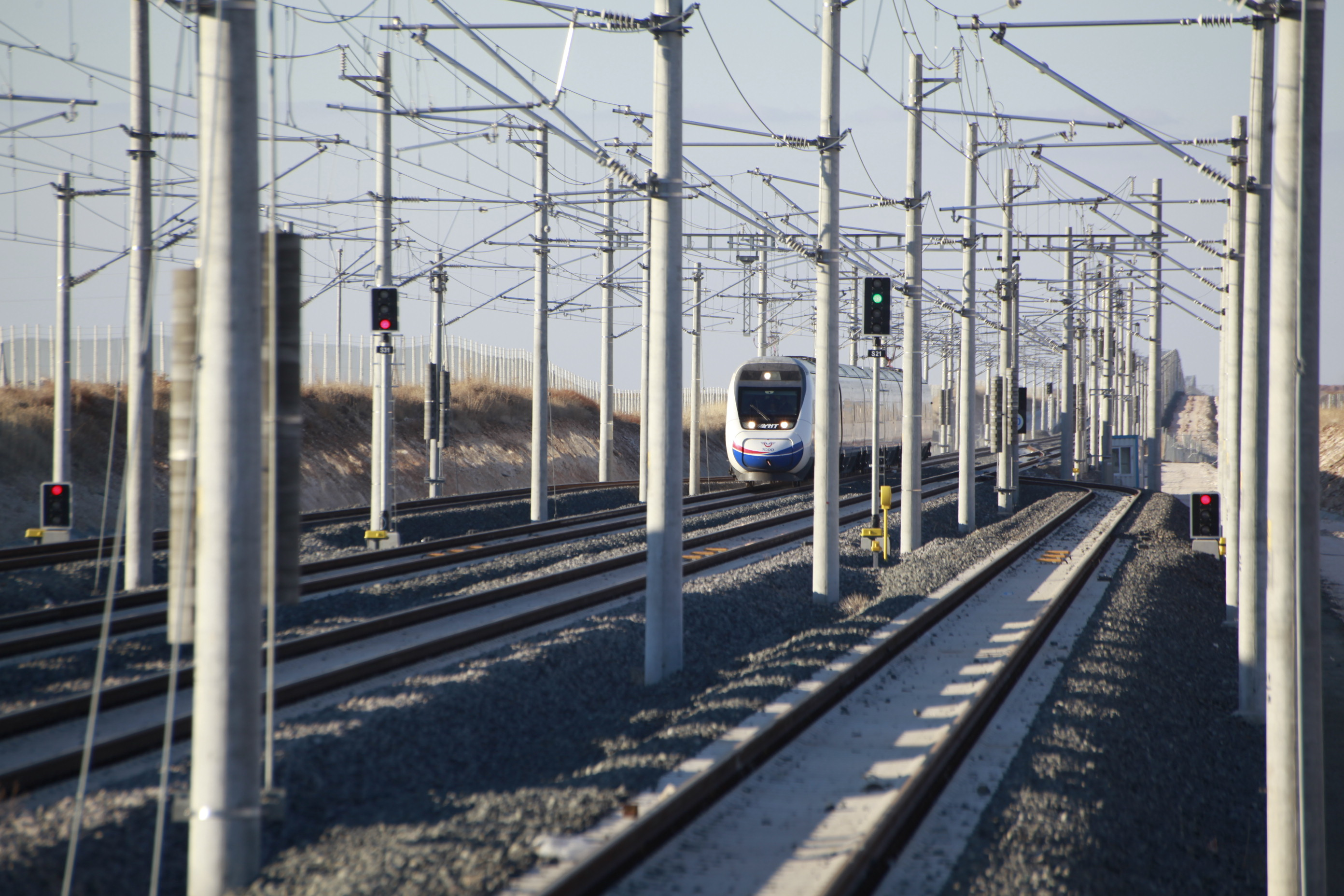